# Turn to Me
Turn to Me è un album di raccolta della cantante australiana Vanessa Amorosi, pubblicato nel 2001.

## Tracce
1. Turn to Me
2. Rise Up
3. Steam
4. Take Me as I Am
5. Every Time I Close My Eyes
6. Tent by the Sea
7. Get Here
8. Sun's Up
9. By My Side
10. Heroes Live Forever
11. Turn to Me (alternative version)
12. Rise Up (alternative version)
13. Absolutely Everybody (UK Mix)